# Чорнобай Віталій Іванович
Віталій Іванович Чорнобай (23 травня 1929, м. Дніпропетровськ — 19 травня 2019, м. Львів) — український стрибун з жердиною, триразовий чемпіон СРСР та чотиририразовий чемпіон УРСР у стрибках з жердиною, рекордсмен СРСР та УРСР, учасник літніх Олімпійських ігор 1956 року. Майстер спорту (1952). Закінчив Львівський державний інститут фізичної культури. Доцент, багаторічний викладач і колишній завідувач кафедри легкої атлетики ЛДІФК. Кандидат педагогічних наук.

## Біографія

### Юність
Народився 23 травня 1929 року у Дніпропетровську.
1945 року разом з сім'єю переїжджає з Дніпропетровська до Львова, де вступив на підготовче відділення (за цим — на навчання) до інституту торгівлі. Як спортсмен виступав у вузівських змаганнях з плавання, бігав, стрибав, ходив на лижах. 1946 року у Москві мав відбутися всесоюзний парад фізкультурників, учасників якого відбирала спеціальна комісія. Йому вдалося потрапити до їх числа і поїхати до столиці. Та, коли вони повернулися, сесія вже закінчилася й усіх відрахували з інституту.

### Спортивна кар'єра
1946 року Віталій вступає у Львові до створеного того року інституту фізичної культури, який закінчив 1950 року. У той час для студентів натиск робили на основні види спорту, і всі проходили через спортивні ігри, гімнастику, плавання. Так закладалася багатоборна підготовка, на основі якої кожен спеціалізувався із окремого виду. Стрибки з жердиною зацікавили Чорнобая як один з видів десятиборства, яким він почав займатись під керівництвом Всеволода Тіпакова. У Львові тоді була єдина бамбукова жердина, якою користувалося кілька спортсменів. Так сталося, що, виступаючи на змаганнях з десятиборства, Віталій Іванович міг виконати норму майстра спорту, але цьому перешкодило невзяття початкової висоти у стрибках з жердиною. Довелося приділити цьому виду більше уваги, і 1951 року, перебуваючи у Москві, він почав ходити на заняття і тренування, які проводив вже тоді знаменитий тренер Володимир Дьячков. Ті заняття не минули даремно, бо вже восени Чорнобай стрибнув на 4,20 м. Такий результат дозволяв претендувати на місце у збірній СРСР, яка готувалася до першого виступу на Олімпійських іграх 1952 року. Але його тільки запросили на тренувальний збір, а на Олімпіаду поїхали досвідченіші спортсмени. Зате Чорнобаю наступного року дали можливість виступити на Всесвітньому фестивалі молоді і студентів у Бухаресті. А незабаром на міжнародних змаганнях в Югославії львів'янин переміг американця Боба Сміта. І хоч той американець не був серед найкращих американських стрибунів, сам факт перемоги радянського спортсмена над заокеанським у типово американському виді, яким вважався стрибок з жердиною, став резонансом.
Олімпійський виступ Чорнобая у Мельбурні був невдалим — 4,00 м і 13-те місце. У Ташкенті, де готувалися команди перед відльотом до Австралії, аби звикнути до часового поясу Мельбурна, легкоатлетів змушували розпочинати тренування о шостій ранку. Розминаючись, Чорнобай послизнувся на ранковій мокрій траві і потягнув м'яз, але не зізнався, бо могли не взяти у літак. Холод та вітер панували і під час олімпійського старту. Кваліфікаційну норму (4,15 м) атлет подолав легко, але в основних змаганнях після стрибка на 4,00 м, раптом змушений був рятувати колегу, Володимира Булатова, і не налаштувався на наступний стрибок, закінчивши виступ з дуже низьким результатом. А з Булатовим трапилось те, що, почувши про чудодійну мазь «Слонс», яка нібито добре розігріває м'язи, він густо намазав нею ноги. Коли трохи розігрівся, ноги спітніли і його почало пекти щоразу більше. Він бігав, лаявся, просив допомоги, а Чорнобай його заспокоював, витирав йому ноги, а до свого стрибка не встиг приготуватися.
1958 року у Москві на першій легкоатлетичній матчевій зустрічі СРСР-США, львівський стрибун після змагань обмінявся з американцем Роном Моррісом майками, про що фоторепортери встигли зробити фото. Наступного дня спортсмена викликали на «килим» і звинуватили у тому, що «продав герб країни ворогам», оголосили догану і більше на міжнародні змагання майже не посилали.
1963 року завершує спортивну кар'єру та зосереджується на науково-викладацькій роботі в інституті.

### Подальше життя
З 1976 по 1988 рік був Віталій Чорнобай був завідувачем кафедри легкої атлетики Львівського державного інституту фізичної культури. Під його керівництвом колектив кафедри досягнув найбільших успіхів у науковій роботі, розбудові стадіону та манежу. Інструментальні методики, які він розробив (акселерометрія, радіо- та телеподометрія), дали змогу викладачам та студентам кафедри проводити актуальні наукові дослідження, захистити дисертаційні роботи. Ці методики використовують науковці і сьогодні.
Помер 19 травня 2019 у Львові.

## Статистика

### Встановлені рекорди
| Дисципліна         | Результат      | Змагання | Місто      | Дата       |
| ------------------ | -------------- | -------- | ---------- | ---------- |
| Стрибки з жердиною | 4,50 м         |          | Москва     | 23.07.1957 |
| 4,52 м             | Чемпіонат УРСР | Одеса    | 30.09.1957 |            |

### Особисті найкращі результати сезонів
| 1951   | 1952   | 1953   | 1954   | 1955   | 1956   | 1957   | 1958   | 1959   | 1960   | 1961   | 1962   | 1963   |
| ------ | ------ | ------ | ------ | ------ | ------ | ------ | ------ | ------ | ------ | ------ | ------ | ------ |
| 3,90 м | 4,20 м | 4,31 м | 4,35 м | 4,42 м | 4,42 м | 4,52 м | 4,50 м | 4,50 м | 4,45 м | 4,50 м | 4,40 м | 4,40 м |

### Виступи на основних міжнародних змаганнях
| Рік             | Змагання         | Місто           | Місце           | Дисципліна         | Примітки        |
| Виступи за СРСР | Виступи за СРСР  | Виступи за СРСР | Виступи за СРСР | Виступи за СРСР    | Виступи за СРСР |
| --------------- | ---------------- | --------------- | --------------- | ------------------ | --------------- |
| 1954            | Чемпіонат Європи | Берн            | 8               | стрибки з жердиною |                 |
| 1956            | Олімпійські ігри | Мельбурн        | 13              | стрибки з жердиною |                 |
| 1958            | Чемпіонат Європи | Стокгольм       | 6               | стрибки з жердиною |                 |